# Gossip Girl (serie di romanzi)
(Gossip Girl)
Gossip Girl è una collana di romanzi scritta da Cecily von Ziegesar. I primi quattro libri sono stati pubblicati in Italia con il nome Bad Girls dalla Sonzogno; con l'arrivo in Italia dell'omonima serie televisiva, i primi sei libri sono stati ripubblicati con il nome originale prima dalla Fabbri Editori e poi dalla Rizzoli.
I libri sono inframmezzati dalle pagine del blog di una misteriosa ragazza che si fa chiamare Gossip Girl, che pubblica gossip e pettegolezzi sul gruppo di amici protagonista.

## Libri
La collana è formata da 12 romanzi ed un prequel. Gli ultimi quattro libri sono stati scritti da un ghostwriter. In Italia sono stati pubblicati soltanto i primi sei.
1. Gossip Girl - Baciami sulla bocca (Gossip Girl - a novel). Uscita USA: 1º aprile 2002. Uscita Italia: 21 aprile 2004[1]
2. Gossip Girl - Mi ami, vero? (You know you love me - a Gossip Girl novel). Uscita USA: 1º settembre 2002. Uscita Italia: 12 maggio 2004[2]
3. Gossip Girl - Voglio tutto (All I want is everything - a Gossip Girl novel). Uscita USA: 7 maggio 2003. Uscita Italia: 15 settembre 2004[3]
4. Gossip Girl - Perché me lo merito (Because I'm worth it - a Gossip Girl novel). Uscita USA: 1º ottobre 2003. Uscita Italia: 15 settembre 2004[4]
5. Gossip Girl - Mi piace così (I like it like that - a Gossip Girl novel). Uscita USA: 5 maggio 2004. Uscita Italia: 2008
6. Gossip Girl - Sei quello che voglio (You're the one that I want - a Gossip Girl novel). Uscita USA: 6 ottobre 2004. Uscita Italia: 2008
7. Nobody does it better - a Gossip Girl novel. Uscita USA: 11 maggio 2005
8. Nothing can keep us together - a Gossip Girl novel. Uscita USA: 5 ottobre 2005
9. Only in your dreams - a Gossip Girl novel. Uscita USA: 10 maggio 2006
10. Would I lie to you? - a Gossip Girl novel. Uscita USA: 4 ottobre 2006
11. Don't you forget about me - a Gossip Girl novel. Uscita USA: 1º maggio 2007
12. I will always love you - a Gossip Girl novel. Uscita USA: 3 novembre 2009

Prequel
1. It had to be you - the Gossip Girl prequel. Uscita USA: 2 ottobre 2007

Spin-off
1. Gossip Girl - Psycho Killer. Uscita USA: ottobre 2011

Ci sono anche due serie spin-off: The It Girl e Gossip Girl: the Carlyles.

### Gossip Girl - Baciami sulla bocca
Serena van der Woodsen torna a New York dopo essere stata espulsa dal collegio Hanover Academy, nel quale si è trasferita in seconda superiore. Blair Waldorf, però, non è contenta del ritorno della sua migliore amica: con l'assenza di Serena, infatti, è riuscita a diventare la ragazza più popolare della prestigiosa Constance Billard School.
Blair comincia così a escludere Serena dagli eventi sociali, non dicendole del party "Baciami sulla bocca" che sta organizzando per raccogliere fondi per la "Fondazione per il Falco Pellegrino di Central Park".
Serena comincia a cercare delle attività extrascolastiche da fare per raccogliere crediti per il college e decide di provare con il club di cinema, facendo il provino per una rivisitazione in chiave moderna di Via col vento, che sarà girata da Vanessa Abrams. La ragazza, però, le preferisce un'altra studentessa perché ha notato il feeling particolare tra Serena e il ragazzo del quale è innamorata, Dan Humphrey.
Intanto, Nate, il ragazzo di Blair, spinto dai rimorsi le confessa di essere andato a letto con Serena l'estate prima che la ragazza partisse per il collegio.
Arriva il giorno del party di beneficenza, al quale Serena, pur essendone venuta a conoscenza, non partecipa, preferendo invece uscire con Vanessa e la sorella di lei, Ruby. A loro si aggiunge poco dopo anche Dan. Durante la festa, Blair e Nate tornano insieme. Mentre si divertono nel locale, Dan riceve una telefonata dalla sorella minore Jenny Humphrey, che è andata alla festa, e insieme a Serena accorre a salvarla dalle attenzioni troppo invasive di Chuck Bass.

### Gossip Girl - Mi ami, vero?
Mentre Serena esce con Dan, il tentativo di Blair di perdere la verginità con il suo ragazzo Nate fallisce nuovamente a causa dell'arrivo della madre della ragazza, Eleanor, che le annuncia che tre settimane dopo si sposerà con il fidanzato Cyrus Rose. Blair non ne è affatto contenta, non solo perché detesta l'uomo, ma anche perché sarà proprio il giorno del suo diciottesimo compleanno e a fare da damigella insieme a lei ci sarà anche Serena. L'unica nota positiva è la possibilità di prenotare una suite all'hotel St. Claire, dove si terrà il ricevimento di nozze, per lei e Nate, che intanto la evita e inizia a uscire di nascosto con Jenny Humphrey.
Nel frattempo, è il momento di sostenere i colloqui presso i college da frequentare l'anno successivo: Blair parte con il quasi fratellastro Aaron Rose, arrivato a casa Waldorf con il cane Tontolo, alla volta di Yale; Dan, invece, non è contento che il weekend romantico che aveva pensato di trascorrere con Serena si trasformi in una gita di gruppo a causa dell'incontro con Nate e tre suoi amici, diretti anche loro alla Brown.
I colloqui per il college sembrano andare bene solo per Nate e Dan, che, ormai completamente ossessionato da Serena, è caduto in depressione e si è convinto che la ragazza non lo ami.
Dopo la vittoria del cortometraggio di Serena al festival per il suo film, arriva il giorno del matrimonio. Al ricevimento all'hotel St. Claire, Blair vede Nate e Jenny che si baciano, mentre Dan viene raggiunto dalla sua amica Vanessa Abrams e si accorge di essere innamorato di lei.
Dopo aver assistito al tradimento del suo ragazzo, Blair si rifugia in bagno, dove si confida con Serena e le due tornano amiche.

### Gossip Girl - Voglio tutto
Dopo gli esami di metà corso, Blair e Serena partono per St. Barts, nei Caraibi, per passare il Natale con Eleanor e Cyrus, che stanno qui trascorrendo la luna di miele. Serena è ben felice di allontanarsi da New York e sfuggire così alle attenzioni e ai regali della rockstar Flow, cantante dei 45, invaghitosi di lei al "Ballo in bianco e nero" qualche settimana prima. Il ragazzo, però, la segue fin lì e, dopo la sconvolgente notizia che Eleanor è incinta, lei e Blair tornano a casa in anticipo e Serena decide di organizzare una festa.
Vanessa e Dan stanno insieme, ma la situazione tra loro si complica quando Vanessa, senza sapere chi siano i soggetti delle sue riprese, filma Jenny e Nate che mostrano le mutande e si rotolano nella neve e il filmato finisce in Internet. Per farsi perdonare dal fidanzato, Vanessa manda al New Yorker una poesia di Dan per farla pubblicare e i due fanno pace. Dopo la reclusione in casa a causa del video, Jenny scopre che Nate è ancora innamorato di Blair e lo lascia.
Flow si presenta alla festa di Serena e le fa una serenata, ma la ragazza lo snobba con Aaron, che ha così un'occasione per liberarsi della sua cotta per la sorellastra Blair.

### Gossip Girl - Perché me lo merito
È arrivato febbraio, il mese delle ammissioni anticipate ai college e della Settimana della moda.
Serena vive la sua storia d'amore con Aaron, ammesso ad Harvard, e accetta di fare da modella per la sfilata di Les Best e di essere il volto della campagna pubblicitaria del loro profumo, Lacrime di Serena. Aaron, capendo che la ragazza è troppo per lui, la lascia.
Jenny, indecisa se fare un intervento per ridurre il seno, partecipa a un gruppo d'ascolto, guidato da Blair e Serena, insieme ad altre quattro coetanee. Qui stringe amicizia con Elise e, dopo aver provato con lei cosa si prova a baciare una ragazza, incontra un ragazzo affascinante, Leo, sull'autobus.
Vanessa e Dan vanno a letto insieme per la prima volta. La poesia di Dan viene pubblicata sul New Yorker e riscuote molto successo, tanto che sia la Brown sia la Columbia si interessano a lui e la famosa Rusty Klein si offre di diventare la sua agente. Al dopo sfilata di Meglio che nudi, la donna fa conoscere a Dan una poetessa sua coetanea, Mystery Craze, con la quale il ragazzo tradisce Vanessa. Quest'ultima, ammessa nel frattempo alla New York University, scopre del tradimento quando vede il suo ragazzo baciare Mystery al circolo di poesia Rivington Rover.
Nate viene arrestato per aver cercato di comprare della marijuana al parco e viene mandato in un centro di disintossicazione. Qui s'innamora di Georgina Spark, una ragazza con problemi di cocaina.
Dopo il tragico colloquio a Yale, Blair decide di tagliarsi i capelli e, mentre è dal parrucchiere, riceve una telefonata da un amico del padre, Owen Wells, che le offre una seconda possibilità per entrare a Yale e le dà appuntamento per un nuovo colloquio con lui. La ragazza s'innamora dell'uomo e cominciano una storia, ma quando Blair scopre che è il padre di Elise, l'amica di Jenny, lo lascia. Blair decide quindi di raggiungere Nate al centro di recupero per riconquistarlo, ma capisce che a lui ora interessa Georgina.

### Gossip Girl - Mi piace così
Con l'arrivo di marzo, è il momento delle vacanze di primavera. Per sfuggire alla trasformazione della sua camera in quella della bambina, Blair si trasferisce da Serena e parte con lei per le piste innevate della Sun Valley. Qui incontra Eric, il fratello maggiore di Serena, e decide di perdere la verginità con lui, ma all'ultimo momento si tira indietro. Tornata in città, torna a casa e trova un nome per la sorellina, Yale. Serena, invece, cerca di sfuggire alle attenzioni di Jan, un ragazzo olandese che pratica snowboard e vuole fare il dentista.
Nate, completamente ripulito, raggiunge Georgina nella casa di lei a Sun Valley, ma resta deluso perché non sono da soli: insieme a loro, infatti, ci sono anche Chuck e una squadra maschile olandese di snowboard. Il ragazzo si allontana così da Georgina e capisce di essere ancora innamorato di Blair. Georgina, dopo essere stata arrestata per essere andata in giro nuda con Chuck, viene rispedita nel Connecticut.
Vanessa deve affrontare la visita dei suoi eccentrici genitori e trova un nuovo ragazzo, Jordy Rosenfeld, ma si rende conto di amare ancora Dan. Quest'ultimo, assunto come stagista presso la prestigiosa rivista Red Letter, bacia l'amica di Jenny, Elise, ma poi la allontana perché gli manca Vanessa. Alla fine, Dan si licenzia e comunica a Rusty Klein di non volerla più come agente.
Jenny, convinta che il suo ragazzo Leo le nasconda qualcosa, lo pedina insieme ad Elise e, dopo aver scoperto che non è il ragazzo ricco che credeva, lo lascia.

### Gossip Girl - Sei quello che voglio
Le lettere d'ammissione ai college arrivano nell'Upper East Side, portando piacevoli sorprese, ma anche cattive notizie: Nate e Serena sono stati entrambi ammessi a tutti i college ai quali avevano fatto richiesta, compreso Yale, mentre Blair, messa in lista d'attesa per Yale, è stata presa solo a Georgetown. Nate, tornato insieme a Blair, decide di tenerle nascosto di essere entrato a Yale e cerca di convincerla che Georgetown è comunque un buon college. La ragazza parte così per far visita all'università, mentre Nate viene raggiunto in città dalle allenatrici delle squadre di lacrosse della Brown e di Yale, entrambe decise ad averlo come matricola. Blair, però, scopre che il suo ragazzo è riuscito a entrare a Yale e lo lascia; affranta, decide di entrare nella Sorellanza del nubilato della Georgetown, un gruppo di ragazze vergini. Tornata in città, sua madre Eleanor partorisce con due mesi d'anticipo. La piccola Yale tira fuori il lato più dolce e amorevole di Blair che, dopo essersi rimessa con Nate, riesce a perdere la verginità con lui, mentre un dottore dell'ospedale si offre di scriverle una lettera di raccomandazione per il corso di medicina d'urgenza di Yale dopo aver visto il suo impegno nell'aiutare la madre a partorire.
Serena, alla ricerca del vero amore, trova tre ragazzi diversi ad Harvard, Yale e alla Brown, mentre Chuck non viene ammesso a nessuna università e i suoi genitori decidono di mandarlo alla scuola militare.
Dan e Vanessa tornano insieme e, approfittando dell'assenza della sorella di Vanessa, vanno a convivere. A loro si aggiunge Tiphany, una ex coinquilina di Ruby, con il furetto Puzzetta. Il giorno del suo compleanno, però, Vanessa scopre che Tiphany è un'approfittatrice e la caccia di casa, rompendo anche con Dan.
La decisione di Jenny di diventare una modella la fa litigare con la sua migliore amica Elise, ma, dopo la sua prima, disastrosa esperienza, le due ragazze fanno pace.

## Personaggi
- Blair Waldorf
Coinvolta in molte attività scolastiche (è presidentessa del Comitato per i Servizi Sociali, manda avanti il club di francese, dà ripetizioni alle bambine di terza elementare, è volontaria alla mensa per i poveri, prende lezioni di fashion design con Oscar de la Renta, gioca a tennis ed è membro del comitato organizzativo di ogni evento sociale[6]), usa il suo fascino, i soldi e lo status sociale per ottenere tutto quello che vuole. Fidanzata con Nate Archibald, vive con la madre Eleanor Wheaton Waldorf, organizzatrice di eventi di beneficenza[7], e il fratello undicenne Tyler Hugh[7], mentre il padre Harold J. Waldorf si è trasferito a Parigi. Egocentrica, subdola e orgogliosa, Blair ama essere al centro dell'attenzione e ha problemi di bulimia.
- Serena van der Woodsen
Descritta come una "bellezza eterea e perfetta", è stata mandata in collegio al secondo anno di superiori, ma l'anno dopo viene espulsa e torna nell'Upper East Side. Carismatica, affascinante, talentuosa, divertente e gentile, Serena attrae facilmente l'attenzione degli uomini e ha uno stuolo di ammiratori, inclusi Nate Archibald, Dan Humphrey e Aaron Rose. Intreccia una relazione con Nate nonostante lui stia con la sua amica Blair. Suo padre gestisce la compagnia navale olandese fondata dal suo trisavolo nel diciottesimo secolo e sua madre conduce una vita mondana. I genitori partecipano inoltre alla maggior parte degli eventi di beneficenza di New York e vivono nel lussuoso palazzo al 994 della Fifth Avenue. Serena ha un fratello maggiore, Eric, al quale è molto legata.
- Nate Archibald
È un giocatore di lacrosse benestante che frequenta la scuola maschile St. Jude. Ha frequentato molte ragazze, ma le uniche serie sono state le storie con Blair e Serena. Sua madre è francese, mentre suo padre, il capitano Archibald, è un banchiere, ex-capitano della Marina, e ha trasmesso al figlio la passione per le barche. È sempre calmo e rilassato, fatto principalmente dovuto ai numerosi spinelli che fuma insieme ai suoi migliori amici Jeremy, Charlie e Anthony.
- Dan Humphrey
Sensibile, romantico e amante della poesia e della letteratura, è anche frustrato e nevrotico, e vede sempre il lato negativo delle cose. Ha una cotta per Serena, ma poi comincia a frequentare Vanessa Abrams. Vive nell'Upper West Side con il padre Rufus, editore di poesie beat, la sorella quattordicenne Jenny, verso la quale è molto protettivo, e il gatto Marx, mentre la madre Jeanette si è trasferita a Praga con un nobile[8]. Frequenta la Riverside Preparatory[9], la stessa scuola di Chuck Bass, che chiama "uomo sciarpa"[10].

- Jenny Humphrey
È la sorella quattordicenne di Dan e un'ammiratrice di Serena. Amante della pittura, cerca di ambientarsi alla Constance Billard School, nonostante non sia di famiglia ricca. Incoraggiata da Serena, decide di fare la modella, ma l'iniziativa si rivela un fiasco.
- Vanessa Abrams
Scontrosa, con la testa rasata e sempre vestita di nero, Vanessa sogna di andare alla New York University e laurearsi in cinema[11]. Frequenta la Constance Billard con una borsa di studio ed è la caporedattrice di Rancor, la rivista d'arte della scuola. I suoi genitori Gabriela e Arlo vivono nel Vermont, mentre lei è ospite della sorella ventiduenne[12] Ruby, cantante della band SugarDaddy, a Williamsburg. Innamorata di Dan, fino a quando il ragazzo non la nota e cominciano una storia, esce con il barista Clark; poi, quando lei e Dan si lasciano, con uno studente della Columbia, Jordy Rosenfeld, e il fratellastro di Blair, Aaron Rose.
- Chuck Bass
Vive con il padre Bartholomew e la madre Misty al Plaza Hotel dell'Upper East Side e frequenta la Riverside Preparatory[9] nell'Upper West Side con Dan Humphrey. Gioca a tennis[13] e ha un macaco giapponese, Sweetie. All'inizio ricopre il ruolo di antagonista per i personaggi principali; senza amici, viene tollerato dagli altri soltanto a causa della ricchezza della sua famiglia. Vanitoso e bisessuale, i suoi unici interessi sono il sesso e il denaro ed è spesso rimproverato dal padre per gli scarsi risultati scolastici. Sparisce per breve periodo dalla circolazione e, quando ritorna nel radar di Gossip Girl, Chuck sta vivendo l'esperienza gay. Rifiutato da tutti i nove college ai quali aveva fatto domanda[14], viene mandato alla scuola militare[15], ma non vi giunge mai: si reca invece al Deep Springs College, in California, e ritorna molto cambiato. Dopo una serie di avventure con uomini e donne, la sua unica relazione seria arriva alla fine, quando comincia a uscire con Blair Waldorf.
- Rufus Humphrey
È un uomo eccentrico e uno scrittore comunista che pubblica poeti beat minori. Separato dalla moglie Jeanette, vive con i figli Dan e Jenny in un appartamento nell'Upper West Side. Anche lui, come il figlio, scriveva poesie, ma non è mai riuscito a farsi pubblicare[16].
- Eric van der Woodsen
Alto, magro e biondo, è il fratello di Serena, maggiore di lei di tre anni. Dopo essersi diplomato alla Hanover Academy è andato alla Brown University. Nel corso dei libri ha un breve flirt con Blair.
- Gossip Girl
Chiamata Bad Girl nella versione pubblicata da Sonzogno, è una ragazza[17] che vive nell'Upper East Side[18]. Ama partecipare alle feste e organizza party anche in casa sua. Ha una sorella maggiore, che ha frequentato il Bryn Mawr College, come la loro madre[19]. Suo padre è il proprietario di un golf club[20]. Non viene mai nominata nei discorsi dei ragazzi dell'Upper East Side, sebbene i suoi post contribuiscano ad alimentare numerosi pettegolezzi e tutti vogliano conoscere la sua vera identità.
- Georgina Spark
È una ragazza del Connecticut con problemi di cocaina, e quando non sa cosa fare inghiotte qualsivoglia tipo di pillole, si ubriaca o cerca divertimenti estremi, venendo a un certo punto mandata in riabilitazione in un convento svedese[21]. È imparentata con i Bass[22].

## Accoglienza
Nel recensire i romanzi, Janet Malcolm del The New Yorker ha scritto che "la serie appartiene alla terribile Blair, che ispira i voli di comicità della von Ziegesar", definendo il personaggio "un'anti-eroina" e paragonandola a figure letterarie quali Becky Sharp e Lizzie Eustace. Lo scrittore Harry Edwin Eiss ha invece criticato la raffigurazione della bulimia di Blair, trattata come fonte di gossip.